# وليام ليونارد لانغر
كان وليام ليونارد لانغر (بالإنجليزية: William Leonard Langer) (من مواليد 16 مارس 1896 - والمُتوفى في 26 ديسمبر 1977) رئيس قسم التاريخ في جامعة هارفارد، وخدم خلال الحرب العالمية الثانية كرئيس فرع البحوث والتحليل في مكتب الخدمات الاستراتيجية. كان متخصصًا في الدبلوماسية في الفترات 1870-1900 و1937-1941. قام بتحرير العديد من الكتب، بما في ذلك سلسلة عن التاريخ الأوروبي، وكتاب مرجعي واسع النطاق، وكتاب جامعي.

## حياته المُبكرة
وُلد وليام في جنوب بوسطن بولاية ماساتشوستس، وكان ثاني أبناء ثلاثة مهاجرين ألمان حديثين، تشارلز رودولف ويوهانا روكينباخ. وأصبح أخوه الأكبر رودولف إرنست لانغر عالم رياضيات وشقيقه الأصغر والتر تشارلز لانغر محلل نفسي.
تُوفي والده بشكل غير متوقع عندما كان ويليام في الثالثة من عمره تاركًا العائلة في ظروف صعبة. ومع ذلك جعلت والدته، التي دعمت الأسرة من خلال عملها كخادمة، التعليم أولوية لأطفالها.

## التعليم والوظيفة
درس وليام في جامعة هارفارد بعد أن أنهى دراسته في مدرسة بوسطن اللاتينية.
كان وليام يتقن اللغة الألمانية، وقام بتدريس اللغة الألمانية في أكاديمية وورسستر بينما كان يواصل تعليمه في دورات حول العلاقات الدولية في جامعة كلارك.
توقفت وظيفته ودراسته بسبب الخدمة العسكرية في الحرب العالمية الأولى. بعد الحرب، عاد إلى دراسته وحصل على الدكتوراه في الفلسفة في عام 1923. وفي عام 1921 تزوج من سوزان كاثرين لانجر التي أصبحت فيلسوفة مشهورة. أنجب الزوجان ابنان قبل الطلاق في عام 1942.
درس وليام التاريخ الأوروبي الحديث في جامعة كلارك لمدة أربع سنوات قبل أن يصبح أستاذًا مساعدًا في جامعة هارفارد. وفي عام 1936 أصبح لانجر أول من يشغل منصب كرسي أرشيبالد كوليدج.
اشتهر وليام في جامعة هارفارد خاصةُ لدوره التاريخي في التاريخ الأوروبي الحديث، وتاريخ في الإمبراطورية العثمانية، وندوات الخريجين التي عقدت في منزله.
بمساعدة علماء آخرين خلال ثلاثينيات القرن العشرين، قام وليام بإعادة النظر في نموذج تاريخ سكولار كارل بلويتز الألماني. نُشر عمل لانغر الضخم في عام 1940 تحت عنوان موسوعة تاريخ العالم. وكانت طبعته الخامسة (1972) هي الأخيرة التي يتم تحريرها. قام بيتر ن. ستيرنز وثلاثون مؤرخ بارز آخر بتحرير الطبعة السادسة، التي نشرت عام 2001. وقد أشاد ستيرنز بإنجاز وليام الكبير في مقدمة الطبعة الجديدة.

## تكريمه
حصل ويليام لانجر على وسام الاستحقاق من الرئيس ترومان في مايو عام 1946 تقديرا لخدمته في زمن الحرب. كما حصل على جائزة بانكروفت Bancroft في عام 1954. بعد ذلك، منحت جامعة هارفارد وجامعة ييل وليام درجة الدكتوراة الفخرية كما فعلت جامعة هامبورغ في عام 1955. خدم لانجر كرئيس للرابطة التاريخية الأمريكية لعام 1957.

## مؤلفاته المُختارة
- ويليام لانجر، 1919: الغاز واللهب في الحرب العالمية الأولى (1965)
- التحالف الفرنسي الروسي 1890-1894 (1929)
- التحالفات والأطر الأوروبية 1871-1890 (1931) (الطبعة الثانية مع الببليوغرافيات التكميلية، الغلاف الورقي، خمر، 1950).
- دبلوماسية الإمبريالية، 1890-1902 (1935) (مجلدين)
- لدينا فيشي غامبل (1947)
- الحرب غير المعلنة، 1940-1941 (1953) مع إيفريت غليسون
- الاضطرابات السياسية والاجتماعية، 1832-1852 (1969)

## روابط خارجية
- وليام ليونارد لانغر على موقع إن إن دي بي (الإنجليزية)

- Harvard Square Library biography of William L. Langer